# Jung Il-hoon
Jung Il Hoon (en hangul, 정일훈; en hanja, 鄭鎰勳; Gangnam-gu, Seúl, 4 de octubre de 1994), más conocido como Ilhoon (en hangul, 일훈), es un rapero, compositor, productor y actor surcoreano. Fue integrante de la boy band BtoB desde su debut en 2012 hasta 2020.

## Biografía
Jung nació el 4 de octubre de 1994 en Gangnam-gu, Seúl, Corea del Sur. Se graduó en Hanlim Multi Art School y asistió a Korea College of Media Arts con un curso de actuación. Él es el hermano menor de la cantante Joo.

## Carrera

### BtoB
Ilhoon debutó como el rapero principal del grupo de chicos BtoB en 2012. El grupo debutó oficialmente en M! Countdown de Mnet el 22 de marzo.

### Actividades en solitario
Desde 2012, Ilhoon fue MC del programa Weekly Idol junto con Bomi de A Pink. Ilhoon apareció por última vez en el programa en el episodio 206.  En 2012, colaboró con Gayoon de 4minute en la canción «My Love By My Side» para el musical My Love By My Side. También colaboró con Hyuna en la canción «Unripe Apple», el cual es el sencillo principal de su EP Melting.
En 2013, él apareció en la canción «Nightmare» de 2YOON, un sencillo que forma parte del EP Harvest Moon. Más tarde se reveló que Jung colaboraría con la cantante G.NA en la canción «Oops!».
En 2015, Cube Entertainment anunció que el sencillo de Hyuna para su miniálbum A+, contaría con la participación de Ilhoon. La canción se tituló «Rol Deep». También colaboró en la creación del álbum. Pero solo pudo actuar dos veces con Hyuna, ya que hubo un conflicto con otros horarios de BtoB. Fue reemplazado por el aprendiz de Cube Entertainment, Kim Hyo Jong. Más tarde, en 2015, Ilhoon se unió a las semifinales de Unpretty Rapstar 2, ya que actuó con Jiyoon para la canción «This is Not Me».
Hizo su debut como actor en 2015 interpretando a Kim Sung Min en Webtoon Hero: Tundra Show .
El 24 de mayo de 2017, se reveló que Ilhoon lanzará una canción compuesta por él mismo el 30 de mayo. El 26 de mayo, se reveló que la canción se titularía «Fancy Shoes».

## Discografía

### Canciones
| Título                                                                                       | Año                    | Mejor posición         | Mejor posición         | Ventas (DL)            | Álbum                              |
| Título                                                                                       | Año                    | COR                    | US World               | Ventas (DL)            | Álbum                              |
| Como artista principal                                                                       | Como artista principal | Como artista principal | Como artista principal | Como artista principal | Como artista principal             |
| -------------------------------------------------------------------------------------------- | ---------------------- | ---------------------- | ---------------------- | ---------------------- | ---------------------------------- |
| «Fancy Shoes»                                                                                | 2017                   | 76                     | —                      | - COR: 27 575+         | Piece of BTOB Vol.2                |
| Colaboraciones                                                                               |                        |                        |                        |                        |                                    |
| «My Love By My Side» (con Gayoon)                                                            | 2012                   | —                      | —                      | N/A                    | My Love By My Side Musical         |
| «Baesisi» (con Jisook)                                                                       | 2017                   | —                      | —                      | N/A                    | Baesisi                            |
| Como invitado                                                                                |                        |                        |                        |                        |                                    |
| «Unripe Apple» (Hyuna feat. Jung Il-hoon)                                                    | 2012                   | 70                     | —                      | - COR: 59 729          | Melting                            |
| «Nightmare» (2YOON feat. Jung Il-hoon)                                                       | 2013                   | —                      | —                      | - COR: 21 088          | Harvest Moon                       |
| «Oops!» (G.NA feat. Jung Il-hoon)                                                            | 2013                   | 13                     | 19                     | - COR: 470 013         | Beautiful Kisses                   |
| «Just Pass By» (Subin feat. Jung Il-hoon)                                                    | 2014                   | —                      | —                      | N/A                    | B.B.B                              |
| «2Limes» (Inoran feat. Minhyuk, Peniel, Ilhoon)                                              | 2015                   | —                      | —                      | N/A                    | Beautiful Now                      |
| «Roll Deep» (Hyuna feat. Jung Il-hoon)                                                       | 2015                   | 13                     | 3                      | - COR: 386 996         | A+                                 |
| «This Ain't Me»                                                                              | 2015                   | —                      | —                      | N/A                    | Unpretty Rapstar 2 Semi-Final Part |
| «Wind Clock» (Wax feat. Jung Il-hoon)                                                        | 2015                   | —                      | —                      | N/A                    | Sin álbum                          |
| «Chamisma» (CLC feat. Jung Il-hoon)                                                          | 2016                   | —                      | —                      | N/A                    | Chamisma                           |
| «You Seem Busy» (Melody Day feat. Jung Il-hoon)                                              | 2017                   | —                      | —                      | N/A                    | KISS ON THE LIPS                   |
| Bandas sonoras                                                                               |                        |                        |                        |                        |                                    |
| «Bye Bye Love» (con Dongwoon, Yoseob, Changsub)                                              | 2013                   | 35                     | —                      | - COR: 133 418         | When a Man Falls in Love OST       |
| «Goodbye Sadness» (con Changsub, Eunkwang)                                                   | 2015                   | —                      | —                      | N/A                    | Sweet, Savage Family OST           |
| «For You» (con Changsub, Eunkwang, Minhyuk)                                                  | 2016                   | —                      | —                      | N/A                    | Cinderella and Four Knights OST    |
| «─» indica que el lanzamiento no se posicionó en la lista o no se publicó en ese territorio. |                        |                        |                        |                        |                                    |

## Filmografía

### Series de televisión
| Año  | Título                    | Cadena      | Papel        | Notas           |
| ---- | ------------------------- | ----------- | ------------ | --------------- |
| 2015 | Webtoon Hero: Tundra Show | MBC Every 1 | Kim Sung Min | Papel principal |

### Programas de variedades
| Año       | Título               | Cadena      | Notas                                 |
| --------- | -------------------- | ----------- | ------------------------------------- |
| 2012-2016 | Weekly Idol          | MBC Every 1 | MC junto a Bomi de A Pink             |
| 2015      | I Can See Your Voice | Mnet        | Ep. #5, 11 - miembro del panel        |
| 2017      | The Cushion          | NAVER Tv    | Elenco principal con Yo Seonho y Lena |